# FA Cup 1991-1992
La FA Cup 1991-1992 è stata la 111ª edizione della coppa nazionale inglese. Per la quinta volta nella storia, è stata vinta dal Liverpool, vincitore della finale contro il Sunderland.

## Calendario

### Sesto turno
| Squadra 1   | Totale | Squadra 2         | Andata | Ritorno |
| ----------- | ------ | ----------------- | ------ | ------- |
| Liverpool   | 1 - 0  | Aston Villa       | 1 - 0  |         |
| Southampton | 1 - 2  | Norwich City      | 0 - 0  | 1 - 2   |
| Portsmouth  | 1 - 0  | Nottingham Forest | 1 - 0  |         |
| Chelsea     | 2 - 3  | Sunderland        | 1 - 1  | 1 - 2   |

### Semifinali
| Squadra 1    | Totale | Squadra 2  | Andata | Ritorno              |
| ------------ | ------ | ---------- | ------ | -------------------- |
| Liverpool    | 1 - 1  | Portsmouth | 1 - 1  | 0 - 0 3 - 1 (d.c.r.) |
| Norwich City | 0 - 1  | Sunderland | 0 - 1  |                      |

### Finale
| Arbitro: | Don (Middlesex) |

|                     |           |  |
| Thomas 47’ Rush 68’ | Marcatori |  |

| Liverpool | Sunderland |

| Liverpool (4-4-2) |    |                  |
|                   |    |                  |
| P                 | 1  | Bruce Grobbelaar |
| D                 | 2  | Rob Jones        |
| D                 | 3  | David Burrows    |
| D                 | 4  | Steve Nicol      |
| C                 | 5  | Jan Mølby        |
| D                 | 6  | Mark Wright (c)  |
| A                 | 7  | Dean Saunders    |
| C                 | 8  | Ray Houghton     |
| A                 | 9  | Ian Rush         |
| C                 | 10 | Steve McManaman  |
| C                 | 11 | Michael Thomas   |
| Panchina:         |    |                  |
| C                 | 12 | Mike Marsh       |
| C                 | 14 | Mark Walters     |
| Allenatore:       |    |                  |
| Graeme Souness    |    |                  |

| Sunderland (4-4-2) |    |                    |  |     |
|                    |    |                    |  |     |
| P                  | 1  | Tony Norman        |  |     |
| D                  | 2  | Gary Owers         |  |     |
| D                  | 3  | Kevin Ball         |  |     |
| D                  | 4  | Gary Bennett       |  |     |
| D                  | 5  | Anthony Rogan      |  |     |
| C                  | 6  | David Rush         |  | 69’ |
| C                  | 7  | Paul Bracewell (c) |  |     |
| A                  | 8  | Peter Davenport    |  |     |
| C                  | 9  | Gordon Armstrong   |  | 77’ |
| A                  | 10 | John Byrne         |  |     |
| C                  | 11 | Brian Atkinson     |  |     |
| Panchina:          |    |                    |  |     |
| D                  | 12 | Paul Hardyman      |  | 69’ |
| A                  | 14 | Warren Hardyman    |  | 77’ |
| Allenatore:        |    |                    |  |     |
| Malcolm Crosby     |    |                    |  |     |